# Église Santiago del Arrabal de Tolède
L'église Santiago del Arrabal (Saint-Jacques-des-Faubourgs en français) est une église de style mudéjar située à Tolède, capitale de la province espagnole du même nom et de la communauté autonome de Castille-La Manche.

## Historique
L'église Santiago del Arrabal de Tolède est une église construite au XIIIe siècle en recourant à la main-d'œuvre des mudéjars,  des musulmans d'Espagne devenus sujets des royaumes chrétiens durant la Reconquista.

## Architecture
Cette église mudéjare romano-gothique, construite en briques et en moellons, est surnommée la « cathédrale du mudéjar ».

### Le clocher mudéjar
L'église Santiago del Arrabal présente un clocher mudéjar assez simple, semblable à celui de l'église San Bartolomé.
Ce clocher est séparé du reste de l'édifice.
Ses niveaux inférieurs sont édifiés en moellons massifs, avec des chaînages d'angle réalisés en blocs de pierre de taille à la base puis en briques. Ils sont ornés sur chaque face d'une double fenêtre dont les arcs outrepassés sont encadrés d'un élégant alfiz.
Le dernier étage, séparé du reste de la tour par un puissant cordon de pierre, est réalisé entièrement en briques et présente deux registres. Le premier, de faible hauteur, est aveugle et présente pour toute décoration une frise de dents d'engrenage. Le second est orné sur chaque face d'une paire de baies à arc outrepassé brisé et alfiz.
La tour se termine par une corniche en forte saillie.

### Le chevet mudéjar
Le chevet est constitué d'une abside et de deux absidioles semi-circulaires édifiées en briques sur un soubassement de moellons.
L'abside centrale est ornée de trois niveaux de baies aveugles à double ébrasement, tandis que les absidioles n'en comptent que deux.
Au premier niveau, toutes les baies sont surmontées d'un arc en plein cintre, typique de l'architecture romane, tandis que le deuxième et le troisième niveaux présentent des baies ogivales, typiques de l'architecture gothique : le chevet de Santiago del Arrabal est donc un bel exemple de style romano-gothique mudéjar.
Certaines des baies ogivales prennent la forme d'un arc outrepassé brisé, éventuellement rehaussé d'un arc polylobé au niveau de la voussure externe.
Les différents niveaux de l'abside et des absidioles sont séparés l'un de l'autre par une frise de dents d'engrenage et un cordon de briques en saillie.
L'abside et ses absidioles sont surmontées de corniches largement débordantes soutenues par des modillons à copeaux.

### Les portails mudéjars
Les façades occidentale et méridionale de l'église sont percées chacune d'un remarquable portail de style mudéjar entièrement réalisé en briques et assez semblable à celui de l'église Sainte-Léocadie.
Le portail occidental possède une porte dont l'archivolte combine un arc outrepassé et un arc polylobé, surmontée d'un grand panneau orné d'arcs outrepassés entrecroisés donnant l'illusion d'une série d'arcs outrepassés brisés, lui-même surmonté d'une frise de dents d'engrenage et d'un petit panneau orné d'arcs polylobés entrecroisés.
Celui de la façade méridionale, plus modeste, présente une porte similaire surmontée d'un seul grand panneau, orné d'arcs polylobés entrecroisés et surmonté d'une petite frise de damier.

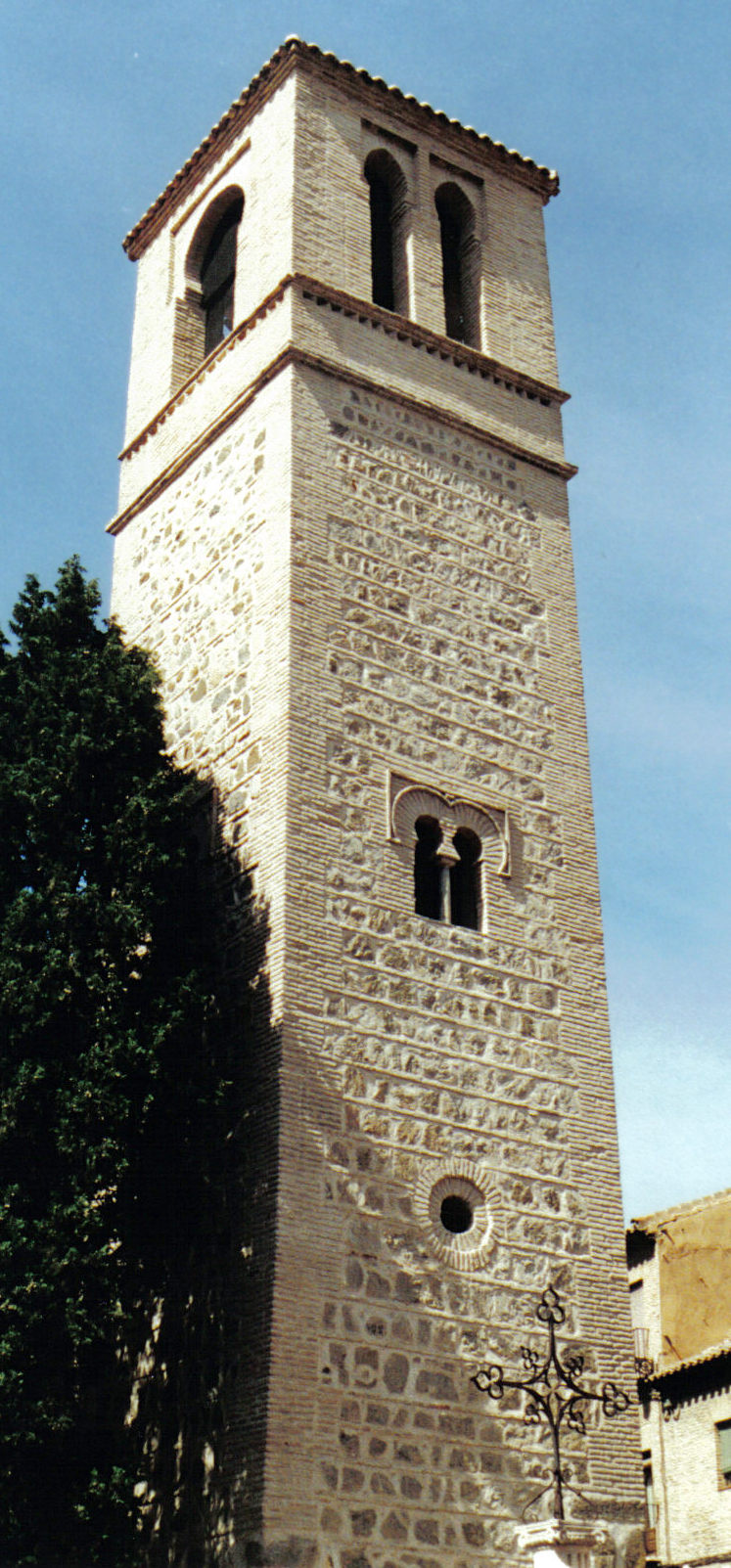
Clocher mudéjar.
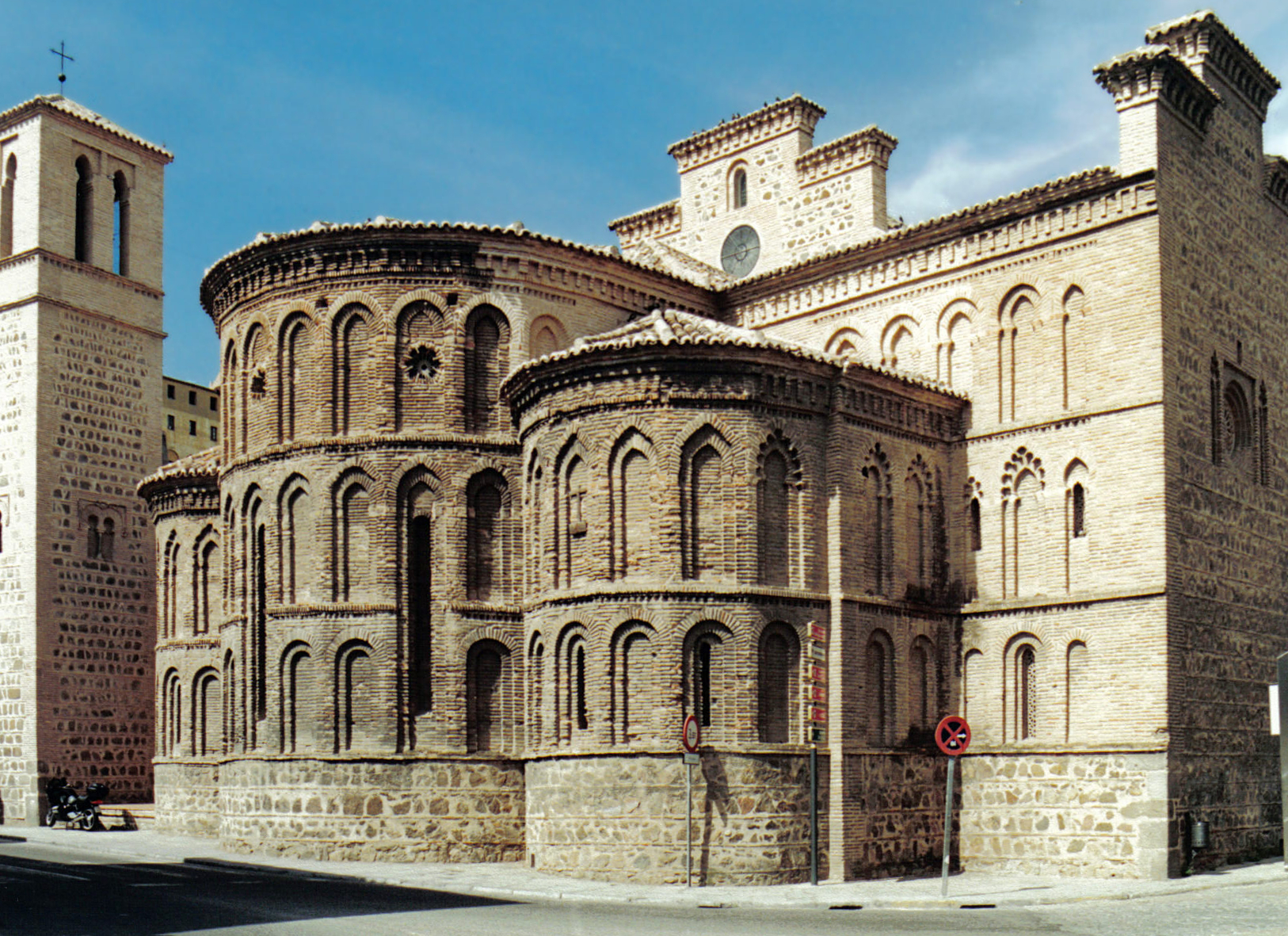
Vue générale du chevet.
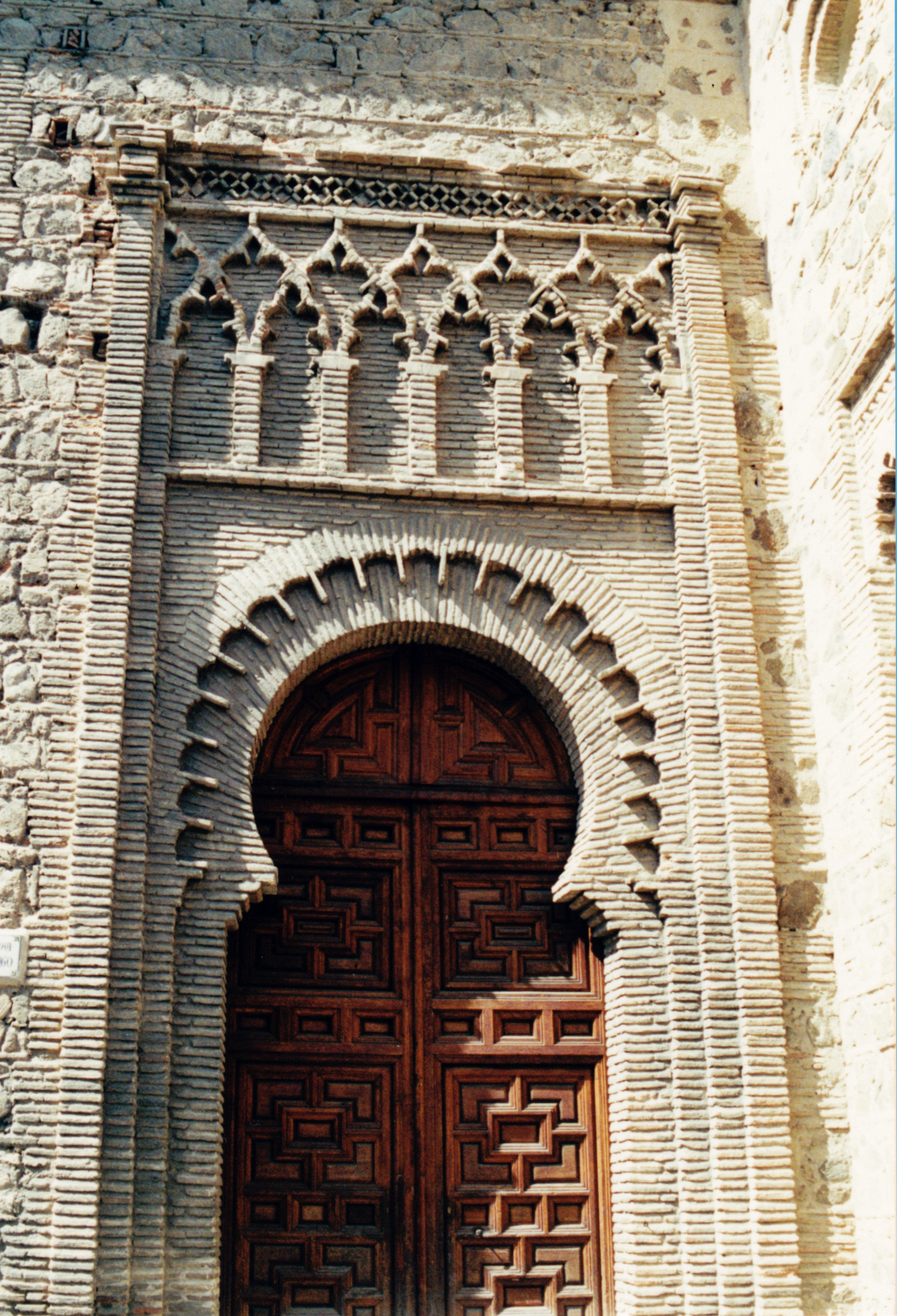
Portail méridional.